# Everybody (chanson de Martin Solveig)
Pour les articles homonymes, voir Everybody.
Singles de Martin Solveig featuring Lee Fields
I'm A Good Man
(2004) Jealousy
(2006)
Pistes de Hedonist
Something Better
Everybody est une chanson de musique house du DJ et compositeur français Martin Solveig sorti le 26 septembre 2005 sous le label Universal. La chanson a été composée et produite par Martin Solveig. Le single se classe dans 5 hit-parades de pays différents en Australie, en Belgique (Flandre et Wallonie), en France, en Italie et au Royaume-Uni.

## Liste des pistes
- CD-Single

1. Everybody (Radio Edit) - 3:31
2. Destiny (Nu Disco Mix) - 6:31

- Extras:
- Everybody (Video)

## Classement par pays
| Classement (2005)                       | Meilleure position |
| --------------------------------------- | ------------------ |
| Australie (ARIA)                        | 33                 |
| Belgique (Flandre Ultratop 50 Singles)  | 28                 |
| Belgique (Wallonie Ultratop 50 Singles) | 27                 |
| France (SNEP)                           | 37                 |
| France Club 40                          | 5                  |
| Italie (FIMI)                           | 37                 |
| Royaume-Uni                             | 22                 |